# Aphaenogaster mayri
Aphaenogaster mayri är en myrart som beskrevs av Carpenter 1930. Aphaenogaster mayri ingår i släktet Aphaenogaster och familjen myror. Inga underarter finns listade i Catalogue of Life.